# Jugador Defensivo del Año de la NFL
El Premio al Jugador Defensivo del Año de la NFL es entregado por Associated Press al jugador defensivo más destacado al final de cada temporada de la NFL desde 1971. Han sido varios jugadores que han ganado este premio en más de una ocasión: Lawrence Taylor y J. J. Watt con tres ocasiones cada uno; Joe Greene, Mike Singletary, Bruce Smith, Reggie White y Ray Lewis con dos premios cada uno. Lawrence Taylor ha sido el único en ganarlo como rookie en 1981. 

## Ganadores

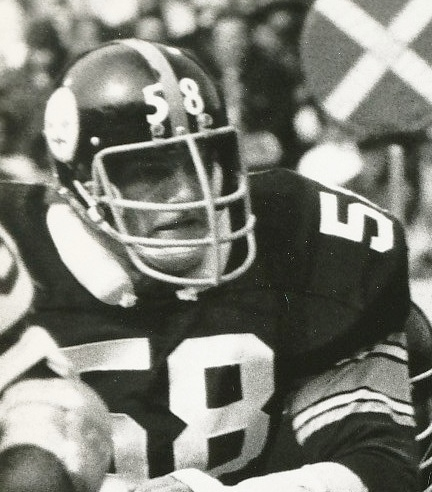
Jack Lambert ganó el premio en 1976.

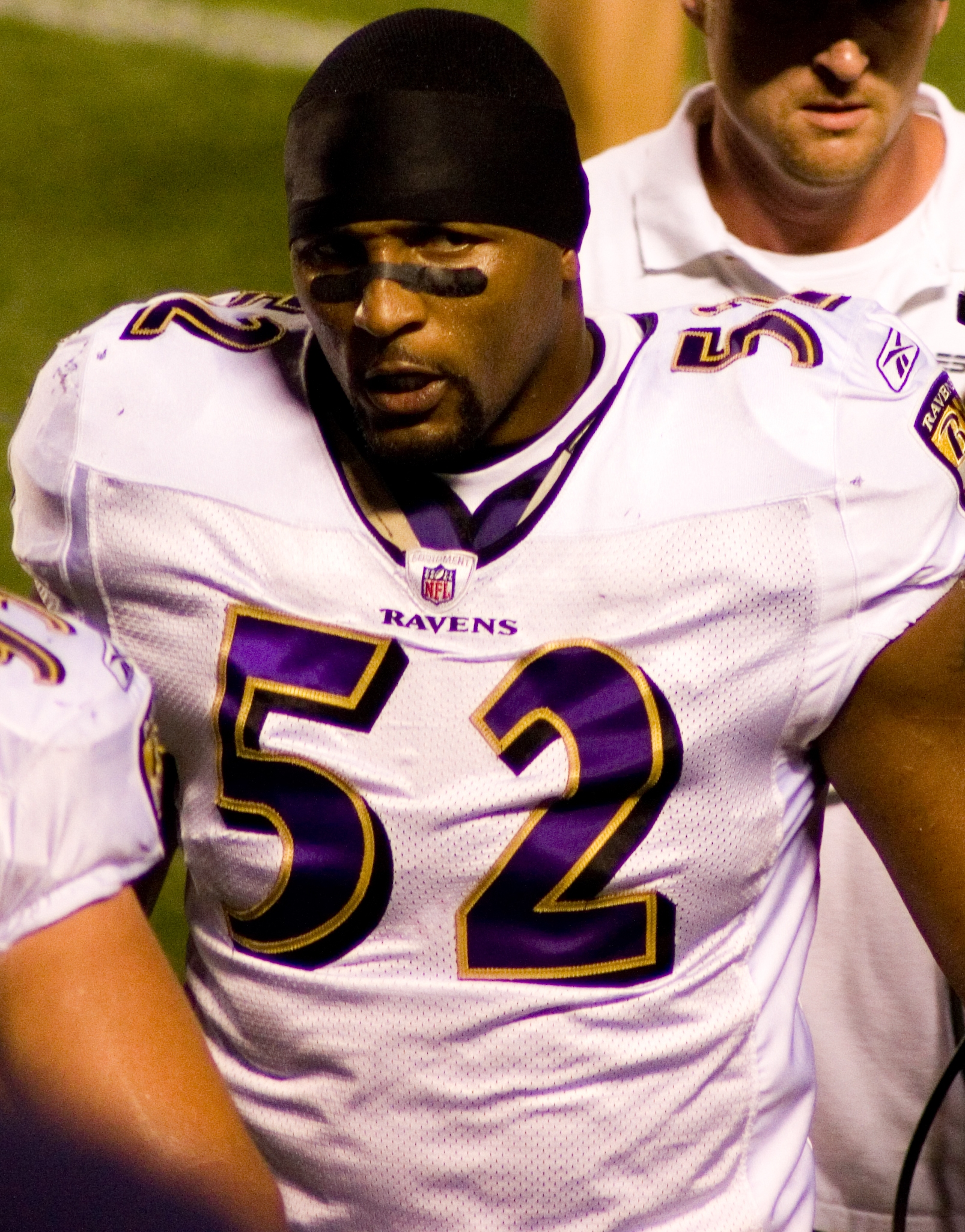
Ray Lewis ganó el premio en dos ocasiones.

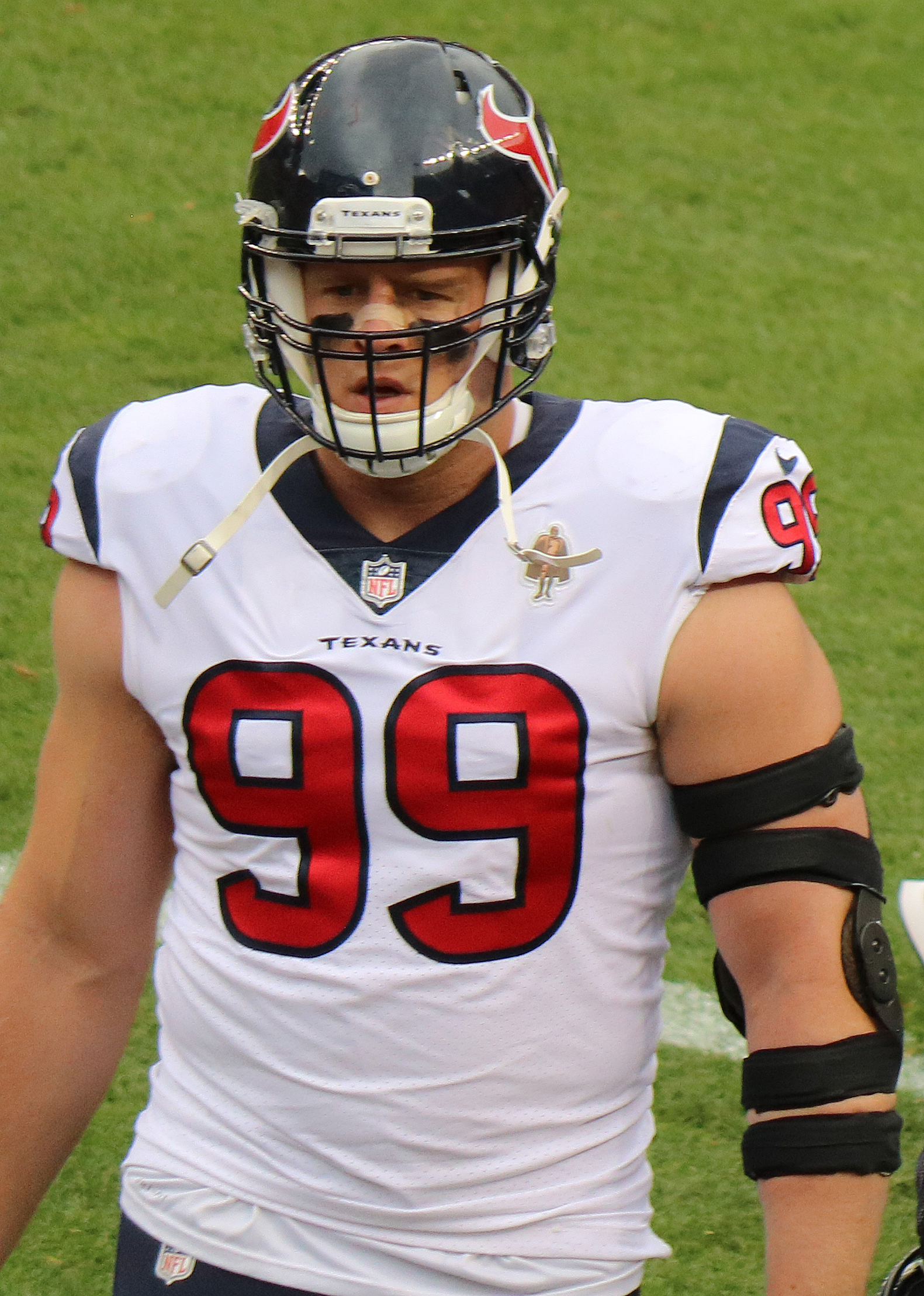
J. J. Watt ha ganado el premio en tres ocasiones.

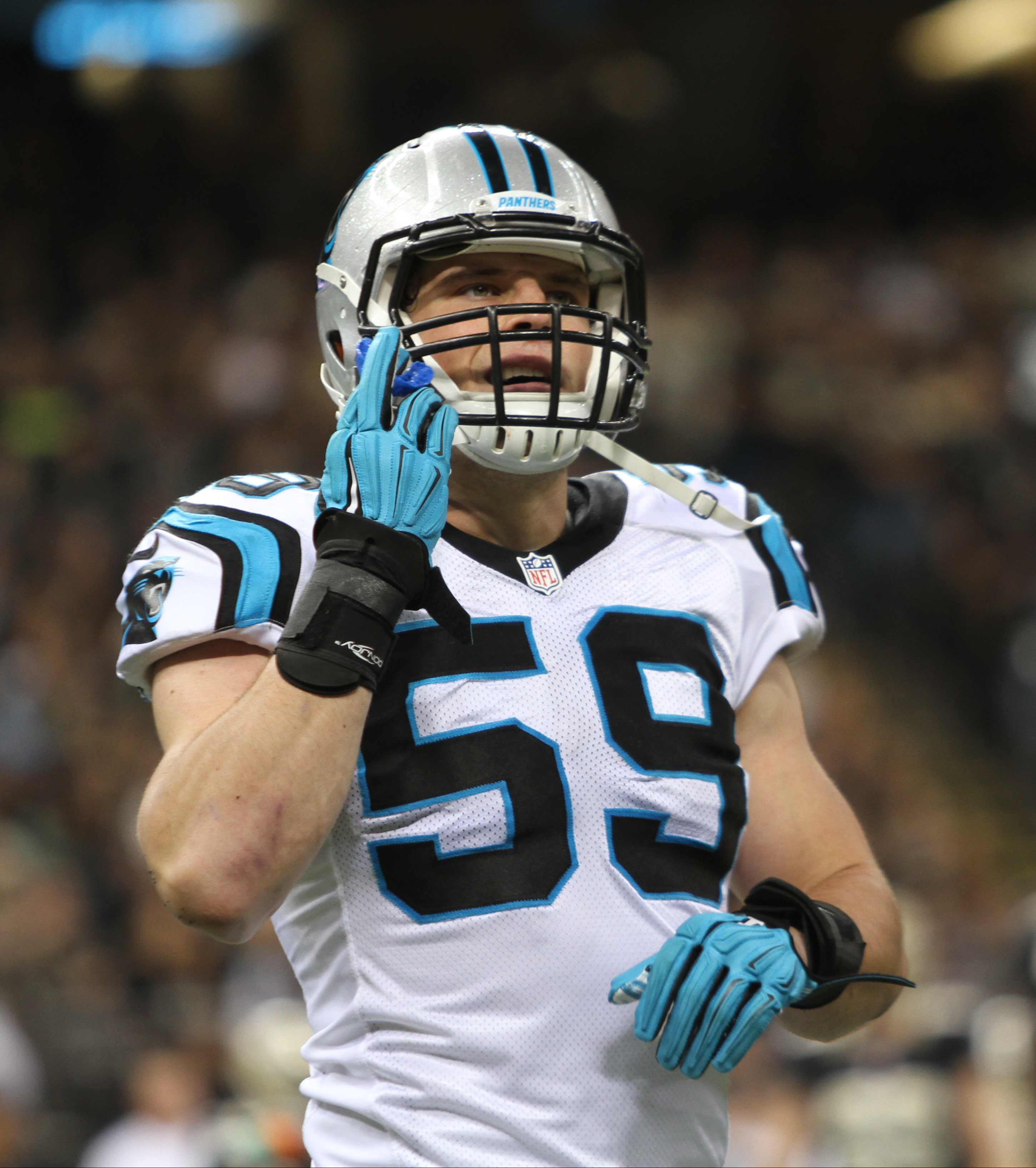
Luke Kuechly es el ganador más joven del premio.

|             | Jugador en activo en la NFL                                                  |
|             | Elegido en el Salón de la Fama del Fútbol Americano Profesional              |
| Jugador (#) | Indica la cantidad de veces que el jugador ha sido galardonado con el premio |

| Temporada | Jugador             | Equipo               | Posición         | Nacionalidad   | Ref. |
| --------- | ------------------- | -------------------- | ---------------- | -------------- | ---- |
| 1971      | Alan Page           | Minnesota Vikings    | Defensive tackle | Estados Unidos |      |
| 1972      | Joe Greene          | Pittsburgh Steelers  | Defensive tackle | Estados Unidos |      |
| 1973      | Dick Anderson       | Miami Dolphins       | Safety           | Estados Unidos |      |
| 1974      | Joe Greene (2)      | Pittsburgh Steelers  | Defensive tackle | Estados Unidos |      |
| 1975      | Mel Blount          | Pittsburgh Steelers  | Cornerback       | Estados Unidos |      |
| 1976      | Jack Lambert        | Pittsburgh Steelers  | Linebacker       | Estados Unidos |      |
| 1977      | Harvey Martin       | Dallas Cowboys       | Defensive end    | Estados Unidos |      |
| 1978      | Randy Gradishar     | Denver Broncos       | Linebacker       | Estados Unidos |      |
| 1979      | Lee Roy Selmon      | Tampa Bay Buccaneers | Defensive end    | Estados Unidos |      |
| 1980      | Lester Hayes        | Oakland Raiders      | Cornerback       | Estados Unidos |      |
| 1981      | Lawrence Taylor     | New York Giants      | Linebacker       | Estados Unidos |      |
| 1982      | Lawrence Taylor (2) | New York Giants      | Linebacker       | Estados Unidos |      |
| 1983      | Doug Betters        | Miami Dolphins       | Defensive end    | Estados Unidos |      |
| 1984      | Kenny Easley        | Seattle Seahawks     | Safety           | Estados Unidos |      |
| 1985      | Mike Singletary     | Chicago Bears        | Linebacker       | Estados Unidos |      |
| 1986      | Lawrence Taylor (3) | New York Giants      | Linebacker       | Estados Unidos |      |
| 1987      | Reggie White        | Philadelphia Eagles  | Defensive end    | Estados Unidos |      |
| 1988      | Mike Singletary (2) | Chicago Bears        | Linebacker       | Estados Unidos |      |
| 1989      | Keith Millard       | Minnesota Vikings    | Defensive tackle | Estados Unidos |      |
| 1990      | Bruce Smith         | Buffalo Bills        | Defensive end    | Estados Unidos |      |
| 1991      | Pat Swilling        | New Orleans Saints   | Linebacker       | Estados Unidos |      |
| 1992      | Cortez Kennedy      | Seattle Seahawks     | Defensive tackle | Estados Unidos |      |
| 1993      | Rod Woodson         | Pittsburgh Steelers  | Cornerback       | Estados Unidos |      |
| 1994      | Deion Sanders       | San Francisco 49ers  | Cornerback       | Estados Unidos |      |
| 1995      | Bryce Paup          | Buffalo Bills        | Linebacker       | Estados Unidos |      |
| 1996      | Bruce Smith (2)     | Buffalo Bills        | Defensive end    | Estados Unidos |      |
| 1997      | Dana Stubblefield   | San Francisco 49ers  | Defensive tackle | Estados Unidos |      |
| 1998      | Reggie White (2)    | Green Bay Packers    | Defensive end    | Estados Unidos |      |
| 1999      | Warren Sapp         | Tampa Bay Buccaneers | Defensive tackle | Estados Unidos |      |
| 2000      | Ray Lewis (2)       | Baltimore Ravens     | Linebacker       | Estados Unidos |      |
| 2001      | Michael Strahan     | New York Giants      | Defensive end    | Estados Unidos |      |
| 2002      | Derrick Brooks      | Tampa Bay Buccaneers | Linebacker       | Estados Unidos |      |
| 2003      | Ray Lewis (2)       | Baltimore Ravens     | Linebacker       | Estados Unidos |      |
| 2004      | Ed Reed             | Baltimore Ravens     | Safety           | Estados Unidos |      |
| 2005      | Brian Urlacher      | Chicago Bears        | Linebacker       | Estados Unidos |      |
| 2006      | Jason Taylor        | Miami Dolphins       | Defensive end    |                |      |
| 2007      | Bob Sanders         | Indianapolis Colts   | Safety           |                |      |
| 2008      | James Harrison      | Pittsburgh Steelers  | Linebacker       |                |      |
| 2009      | Charles Woodson     | Green Bay Packers    | Cornerback       | Estados Unidos |      |
| 2010      | Troy Polamalu       | Pittsburgh Steelers  | Safety           | Estados Unidos |      |
| 2011      | Terrell Suggs       | Baltimore Ravens     | Linebacker       | Estados Unidos |      |
| 2012      | J. J. Watt          | Houston Texans       | Defensive end    | Estados Unidos |      |
| 2013      | Luke Kuechly        | Carolina Panthers    | Linebacker       | Estados Unidos |      |
| 2014      | J. J. Watt (2)      | Houston Texans       | Defensive end    | Estados Unidos |      |
| 2015      | J. J. Watt (3)      | Houston Texans       | Defensive end    | Estados Unidos |      |
| 2016      | Khalil Mack         | Oakland Raiders      | Defensive end    | Estados Unidos |      |
| 2017      | Aaron Donald        | Los Angeles Rams     | Defensive tackle | Estados Unidos |      |
| 2018      | Aaron Donald (2)    | Los Angeles Rams     | Defensive tackle | Estados Unidos |      |
| 2019      | Stephon Gilmore     | New England Patriots | Cornerback       | Estados Unidos |      |
| 2020      | Aaron Donald (3)    | Los Angeles Rams     | Defensive tackle | Estados Unidos |      |
| 2021      | T. J. Watt          | Pittsburgh Steelers  | Linebacker       | Estados Unidos |      |
| 2022      | Nick Bosa           | San Francisco 49ers  | Defensive end    | Estados Unidos |      |
| 2023      | Myles Garrett       | Cleveland Browns     | Defensive end    | Estados Unidos |      |

## Más galardones
| No. | Jugador         |
| --- | --------------- |
| 3   | Lawrence Taylor |
| 3   | J. J. Watt      |
| 3   | Aaron Donald    |
| 2   | Joe Greene      |
| 2   | Mike Singletary |
| 2   | Bruce Smith     |
| 2   | Reggie White    |
| 2   | Ray Lewis       |